# Пірвелі Ецері
Пірвелі Ецері (груз. პირველი ეწერი) — село в Грузії.
За даними перепису населення 2014 року в селі проживає 480 осіб.